# Улица Чаянова
У́лица Чая́нова (до 1992 года — у́лица Го́твальда) — улица в центре Москвы, в Тверском районе между 1-й Тверской-Ямской улицей и Весковским переулком. Названа в честь А. В. Чаянова.

## История
Улица образована в 1966 году из 3-й Миусской улицы (до 1920-х годов носила название «4-я Миусская улица») и 3-го Тверского-Ямского переулка. В 1966—1992 годах называлась улицей Готвальда в память о чехословацком коммунистическом деятеле Клементе Готвальде (1896—1953).
Текущее название присвоено в 1992 году в честь учёного-экономиста Александра Васильевича Чаянова (1888—1937), основателя научной школы экономики сельского хозяйства. За несовместимость его научных взглядов с проводившейся партией аграрной политикой в 1930 году Чаянов был арестован, а в 1937 году расстрелян. А. В. Чаянов известен также как большой знаток Москвы, член комиссии «Старая Москва», автор ряда москвоведческих работ, в том числе «Истории Миусской площади», что послужило мотивом присвоения его имени улице, находящейся близ этой площади.
Улица берёт свое начало от пересечения с 1-й Тверской-Ямской улицей и упирается в развилку 1-й Миусской улицы и Весковского переулка. По пути пересекает 2-ю и 3-ю Тверские-Ямские улицы и улицу Фадеева. К улице примыкают 4-я Тверская-Ямская улица и улица Александра Невского. Протяжённость улицы Чаянова составляет примерно 750 метров. 

## Примечательные здания
по нечётной стороне:

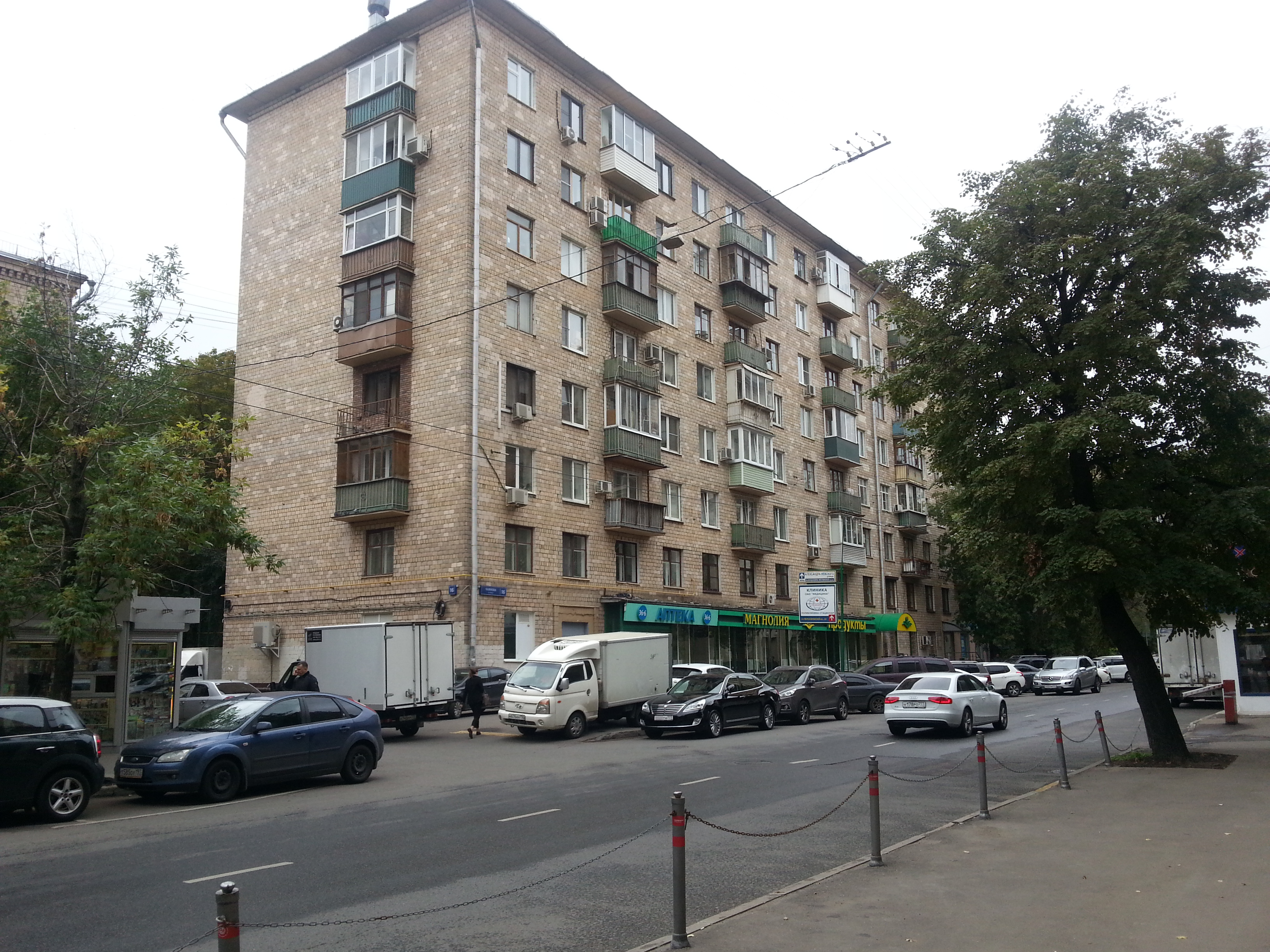
Улица Чаянова, дом № 16

- № 7 — Офисное здание (1996—1999, архитекторы: В. Колосницын, А. Медведев, О. Колесова)[1]. Ранее на этом месте стоял доходный дом П. А. Ларионова (1904, архитектор — А. Ф. Мейснер).
- № 11/2 - Департамент финансов города Москвы.
- № 15 — Российский государственный гуманитарный университет.
- № 15, корп. 5 — жилой дом. Здесь жила поэтесса Римма Казакова[2].

по чётной стороне:
- № 8 — Доходный дом строительного общества «Домохозяин» (1914, архитектор — Н. Л. Шевяков). В здании расположена библиотека № 26, с 2006 года носящая имя писателя Юрия Трифонова[3].
- № 10, стр. 1, 2 — Жилые дома РЖСКТ «Советский композитор» (1934—1939, архитектор Г. М. Людвиг)[4]. В доме жили композиторы Рейнгольд Глиэр (мемориальная доска — 1957, скульптор И. Л. Слоним, архитектор А. Б. Борецкий)[5], Юрий Шапорин (мемориальная доска — 1973, скульптор — Б. В. Едунов, архитектор — Л. Г. Голубовский)[6], Тихон Хренников[7], Арам Хачатурян[8], Лев Шварц[9], Самуил Фейнберг[10], Ян Френкель[11], Михаил Старокадомский[12], Юрий Милютин, Павел Иванов-Радкевич, Дмитрий Кабалевский, Николай Будашкин, Николай Чемберджи и Зара Левина, Нина Макарова, Григорий Гамбург, Николай Раков, Анатолий Александров, Наталия Рождественская и Геннадий Рождественский, Валентин Кручинин, Д. Васильев-Буглай, Анатолий Новиков, Михаил Раухвергер, Виктор Цуккерман, Дмитрий Покрасс и многие другие.